# プリビロフ諸島
プリビロフ諸島（英: Pribilof Islands）は、ベーリング海に浮かぶ4つの火山島からなる。アラスカ州のニューエナム岬(Cape Newenham)の南西およそ320 km、アリューシャン列島のウナラスカの北およそ320 kmに位置する。面積約200km2のツンドラに覆われた岩がちな島々で、全体がアラスカ沿岸国立野生生物保護区に含まれている。アメリカ合衆国アラスカ州に属し、人口684人（2000年）である。

## 島々
主要な島はセントポール島とセントジョージ島で、セントポール島の近くにオッター島とウォルラス島という小さな無人島がある。
セントポール島は、発見された日が聖ペテロ・パウロの祭日（6月29日）だったことにちなんだ命名。人口532人、ズワイガニとオヒョウの漁獲に大きく依存している。アメリカ沿岸警備隊の基地がありかつてはLORAN-Cの主局が運用されていたが、GPSの普及によって廃止された。アメリカ国立気象局の観測所がある。
セントジョージ島はガブリール・プリビロフの船の名にちなんでいると思われる。人口152人で、アレウト族の居住地となっている。

## 歴史
- 1767年 - ジョアン・シンドにより発見された。
- 1788年 - ガブリール・プリビロフ（英語版）が訪れ、オットセイの営巣地であることを発見した。ロシア領となる。
- 寛政7年（1795年）4月末 - 津太夫や善六ら若宮丸漂流民15名がオホーツクに送還される途中で2日間滞在する。
- 1867年 - アラスカと共にアメリカ領となった。
- 1870年から1890年まで、アメリカ政府はこの島をアラスカ商事会社（英語版）に貸した。
- 1890年から1910年まで、北アメリカ商事会社（英語版）がこの島でのオットセイ狩りを独占した。
- 1911年 - 膃肭獣保護条約により猟獲が制限されるようになった。
- 1966年 - オットセイ法[2]が施行され、原住民アレウト族による伝統的猟を例外に狩猟は禁止された。

## オットセイ
1913年古生物学者ロイ・チャップマン・アンドリュースがスクーナーAdventuressの処女航海でこの地を訪問。彼が撮影した映像によってオットセイの保護運動が盛んになった。アメリカ合衆国国定歴史建造物地区に指定されている。